# Bibio fulvicrus
Bibio fulvicrus är en tvåvingeart som beskrevs av Oswald Duda 1930. Bibio fulvicrus ingår i släktet Bibio och familjen hårmyggor. Inga underarter finns listade i Catalogue of Life.